# Wassil
Wassil, właśc. Wassil Vieira Barbosa (ur. 19 listopada 1931) – brazylijski piłkarz, występujący na pozycji ofensywnego pomocnika.

## Kariera klubowa
Wassil występował w Bonsucesso Rio de Janeiro w 1952, Américe Rio de Janeiro 1954–1955 oraz EC Bahia. Z Bahią pięciokrotnie zdobył mistrzostwo stanu Bahia – Campeonato Baiano w 1958, 1959, 1960, 1961 i 1962.

## Kariera reprezentacyjna
W reprezentacji Brazylii Wassil zadebiutował 15 września 1957 w przegranym 0-1 meczu z reprezentacją Chile, którego stawką było Copa Bernardo O’Higgins 1957. Drugi i ostatni raz w reprezentacji wystąpił 18 września 1957 w zremisowanym 1-1 meczu z reprezentacją Chile.